# Spätere Yan
Die Spätere Yan (后燕 bzw. 後燕 Hòuyàn; 384-407 oder 409) war ein Staat der Xianbei-Volksgruppe während der Ära der Sechzehn Reiche in China.
Alle Herrscher des Späteren Yan riefen sich selbst zu "Kaisern" aus.

## Herrscher der Späteren Yan
| Tempelnamen                | Postumer Name          | Familienname und Vorname                          | Dauer der Herrschaft | Äranamen und ihre Dauer                                         |
| -------------------------- | ---------------------- | ------------------------------------------------- | -------------------- | --------------------------------------------------------------- |
| Shizu (世祖 Shìzǔ)         | Wucheng (武成 Wǔchéng) | 慕容垂 Mùróng Chuí                                | 384-396              | Yanwang (燕王 Yànwáng) 384-386 Jianxing (建興 Jiànxīng) 386-396 |
| Liezong (烈宗 Lièzōng)     | Huimin (惠愍 Huìmǐn)   | 慕容寶 Mùróng Bǎo                                 | 396-398              | Yongkang (永康 Yǒngkāng) 396-398                                |
| Unbekannt                  | Unbekannt              | 蘭汗/兰汗 Lán Hàn                                 | 398                  | Qinglong (青龍/青龙 Qīnglóng) 398                               |
| Zhongzong (中宗 Zhōngzōng) | Zhaowu (昭武 Zhāowǔ)   | 慕容盛 Mùróng Shèng                               | 398-401              | Jianping (建平 Jiànpíng) 398 Changle (長樂 Chánglè) 399-401     |
| Unbekannt                  | Zhaowen (昭文 Zhaowén) | 慕容熙 Mùróng Xī                                  | 401-407              | Guangshi (光始 Guāngshǐ) 401-406 Jianshi (建始 Jiànshǐ) 407     |
| Unbekannt                  | Huiyi (惠懿 Huìyì)     | 慕容雲/慕容云 Mùróng Yún1 oder 高雲/高云 Gāo Yún1 | 407-409              | Zhengshi (正始 Zhèngshǐ) 407-409                                |

1 Der Familienname von Gao Yun wurde in Murong geändert, als er von der königlichen Familie adoptiert wurde. Zählt man Gao Yun zu den Herrschern der Späteren Yan, endet der Staat im Jahr 409, ansonsten 407.